# Bogumił z Dobrowa
Bogumił z Dobrowa (również Bogumił Leszczyc lub Bogumił-Piotr; ur. najprawdopodobniej około 1138 w Koźminie k. Dobrowa, zm. pod koniec XII wieku lub na początku XIII wieku w pustelni obok rzeki Warty k. Dobrowa) – polski duchowny rzymskokatolicki, cysters, arcybiskup gnieźnieński, pustelnik , błogosławiony lub święty Kościoła katolickiego, utożsamiany z arcybiskupem Piotrem.
W miarę pewne informacje na jego temat ograniczają się do tego, że należał do szlacheckiej rodziny Leszczyców, przez kilka lat sprawował urząd arcybiskupa gnieźnieńskiego i jako arcybiskup nadał cystersom część swoich dóbr rodowych w Wielkopolsce na wsparcie ich misji w Prusach (tzw. fundacja dobrowska). Dokument księcia wielkopolskiego Władysława Odonica z 29 czerwca 1232 dotyczący tej fundacji jest zarazem jedynym, który wymienia jego imię, jego autentyczność nie budzi jednak wątpliwości. Zgodnie z akceptowaną na ogół tradycją po kilku latach ustąpił ze stanowiska metropolity i wycofał się do pustelni w Dobrowie, gdzie zmarł. W literaturze nie ma zgody co do dokładnego czasu życia i posługi arcybiskupiej Bogumiła.

## Hipotezy dotyczące Bogumiła

### Żywot według Damalewicza
Ksiądz Stefan Damalewicz w swoim Żywocie św. Bogumiła (1661) spisanym na potrzeby procesu kanonizacyjnego utrzymywał, że Bogumił urodził w Koźminie, wywodził się z rodu Porajów i był krewnym św. Wojciecha oraz urzędującego w latach 1149–67 arcybiskupa Janika. W 1167 został jego następcą na arcybiskupstwie gnieźnieńskim, wsławił się wieloma znakomitymi czynami, po czym w 1172 złożył rezygnację na ręce papieża Aleksandra III. Resztę życia spędził w założonej przez siebie pustelni w Dobrowie, gdzie zmarł w 1182 w opinii świętości. Tej wersji żywota Bogumiła jeszcze w XIX wieku bronił ksiądz Jan Ignacy Korytkowski.
W rzeczywistości przynależność Bogumiła do rodu Porajów jest bardzo wątpliwa. Zarówno treść dokumentu z 1232, jak i kryterium imionowe wskazują raczej na pochodzenie z rodu Leszczyców. Chronologia podana przez Damalewicza jest z całą pewnością przynajmniej częściowo błędna. Wiadomo bowiem, że arcybiskup Janik zmarł najwcześniej w 1168, a być może dopiero w 1176. Z kolei domniemana rezygnacja Bogumiła na ręce Aleksandra III w 1172 wydaje się zupełnie nieprawdopodobna, gdyż Polska popierała w tym czasie antypapieża Kaliksta III. Nie da się jednak wykluczyć, że chronologia księdza Damalewicza wymaga jedynie nieznacznej korekty. W materiale źródłowym dotyczącym arcybiskupów gnieźnieńskich istnieje bowiem luka między 1167/68, gdy Janik występuje po raz ostatni, a 1177, gdy w źródłach pojawia się po raz pierwszy abp Zdzisław. Gnieźnieński pontyfikat Bogumiła mógłby więc przypadać na początek lat 70. XII wieku.

### Hipoteza Wojciechowskiego
Tadeusz Wojciechowski w 1904 utożsamił Bogumiła z arcybiskupem Bogumiłem, którego zgon w roku 1092 odnotował tzw. Rocznik świętokrzyski dawny. W dość długim i skomplikowanym wywodzie próbował on wykazać, że Bogumił około 1080 musiał ustąpić na rzecz znanego z jednego z „żywotów św. Ottona z Bambergu” niemieckiego opata Henryka. Jego rezygnację Wojciechowski połączył ze wspomaganym rzekomo przez Niemców (w osobie opata Henryka) i Czechów spiskiem przeciwko Bolesławowi Szczodremu, w wyniku którego doszło do usunięcia go z tronu. W konsekwencji Polska pod rządami nowego władcy Władysława Hermana przeszła do obozu popierającego antypapieża Klemensa III, a Bogumił, zwolennik króla i papieża Grzegorza VII, ustąpił z urzędu i resztę życia spędził w pustelni. Jego miejsce zajął opat Henryk, dla którego była to nagroda za wsparcie spisku. W ten sposób Wojciechowski odniósł podanie o bł. Bogumile jako byłym arcybiskupie i pustelniku do żyjącego w XI wieku arcybiskupa o tym imieniu.
Słabą stroną tej hipotezy było to, że w żaden sposób nie dawała się pogodzić z poświadczoną w dokumencie z 1232 fundacją dobrowską Bogumiła na rzecz zakonu cystersów, który pojawił się w Polsce dopiero około 1140/50. Wojciechowski argumentował, że imię Bogumiła jest wymienione jedynie w części narracyjnej przywileju z 1232, a nie w części dotyczącej dokonywanej wówczas czynności prawnej, w związku z czym odrzucił zawarte tam informacje jako niewiarygodne, nie omieszkał przy tym zauważyć, że sam dokument znany jest tylko z późniejszych kopii. Jeden ze zwolenników hipotezy Wojciechowskiego, Henryk Likowski, posunął się do otwartego zakwestionowania autentyczności tego przywileju, co jednak jest nie do utrzymania, gdyż w 1939 odnaleziono oryginał. Pozostałe elementy tej hipotezy, związane z obaleniem Bolesława Szczodrego, mają wątłą podstawę źródłową, a w znacznej mierze są jedynie domysłami autora. W szczególności brak dowodów na ingerencję niemiecką i udział opata Henryka w obaleniu króla Bolesława. Dyskusyjne jest także, czy Henryk w ogóle był kiedykolwiek arcybiskupem gnieźnieńskim. Generalnie, hipoteza Wojciechowskiego, choć przyjęta przez niektórych badaczy (np. W. Abrahama) nie zdobyła szerszego uznania.

### Bogumił Piotr

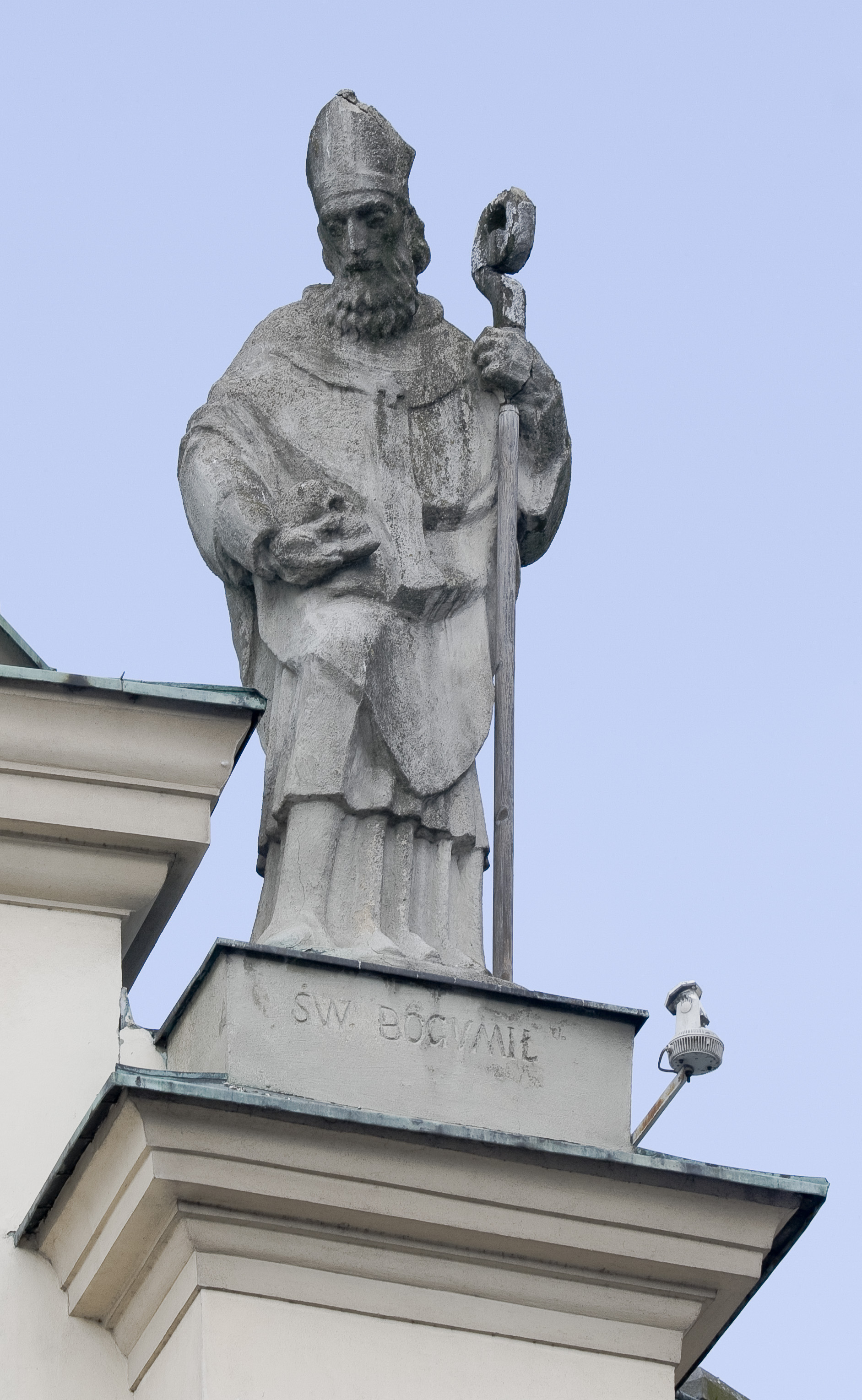
Figura bł. Bogumiła na katedrze w Gnieźnie

Dużo większą popularnością cieszyła się zaproponowana przez Władysława Semkowicza i poparta przez kilku innych uczonych (m.in. Stanisława Kozierowskiego i Stanisława Zakrzewskiego) hipoteza o identyczności bł. Bogumiła z arcybiskupem Piotrem z lat 1187–99. Zakładała ona, że Bogumił to imię świeckie, a Piotr imię zakonne lub arcybiskupie tego metropolity. Bazowała ona na następujących obserwacjach:
- Zarówno Bogumił, jak i Piotr są uważani za dobrodziejów zakonu cysterskiego; w przypadku Piotra jest to dobrze udokumentowany fakt;
- Wincenty Kadłubek w swojej kronice nie wymienia arcybiskupa Bogumiła, choć wymienia wszystkich pozostałych znanych ze źródeł metropolitów z II połowy XII wieku, przy czym szczególne pochwały kieruje pod adresem arcybiskupa Piotra, co wskazuje, że może on być identyczny z późniejszym błogosławionym;
- Według jednej z dobrowskich legend[18] Bogumił był arcybiskupem przez 12 lat, co pokrywa się z ustalonym 12-letnim pontyfikatem Piotra (1187–99)[19].

Odnośnie do dokumentu z 1232 przyjmowano, że być może imię Bogumiła zostało tam wpisane dopiero w XIV-wiecznej kopii tego dokumentu w miejsce imienia Piotra.
Hipotezę o Bogumile-Piotrze przyjął także historyk archidiecezji poznańskiej J. Nowacki i rozwinął ją w oparciu o spisaną w końcu XVI wieku relację Adama Szadka o początkach opactwa cysterskiego w Koprzywnicy. Według tej relacji Piotr, pierwszy opat Koprzywnicy, został najpierw biskupem poznańskim, a następnie arcybiskupem gnieźnieńskim. Uznając, że chodzi tu właśnie o Bogumiła-Piotra, przyjął on następującą chronologię dla jego życia:
- 1135 – narodziny
- 1185 – opat w Koprzywnicy
- 1186 – biskup poznański
- 1187 – arcybiskup gnieźnieński
- 1198 lub 1199 – rezygnacja
- 1204 – śmierć

Chronologia ta jest do dziś szeroko rozpowszechniona w katolickiej hagiografii.

### Bogumił jako arcybiskup w latach 80. XII w.
W nowszych opracowaniach kwestionuje się identyczność Bogumiła z Piotrem i powraca częściowo do tradycyjnej wersji, traktującej go jako odrębną osobę działającą w II połowie XII wieku. Skreśla się go też z listy biskupów poznańskich. Przeciw identyfikacji Bogumiła z Piotrem świadczą przede wszystkim dokumenty wskazujące na ich przynależność rodową. Choć sprawę trudno uważać za ostatecznie rozstrzygniętą, wydaje się, że arcybiskup Piotr należał do rodu Łabędziów, podczas gdy Bogumił niemal na pewno był Leszczycem. Nie do utrzymania są wysuwane przez zwolenników obu poprzednich hipotez zastrzeżenia dotyczące autentyczności przywileju Władysława Odonica z 1232, gdyż w 1939 odnaleziono oryginał dokumentu. Podważa się także rok 1187 jako datę rozpoczęcia posługi arcybiskupiej przez Piotra; data ta była ważnym elementem hipotezy o Bogumile-Piotrze, gdyż dawała mu, zgodnie z jedną z dobrowskich legend, 12-letnie rządy na arcybiskupstwie w Gnieźnie. W rzeczywistości jest ona oparta wyłącznie na słabo udokumentowanych domysłach Wojciecha Kętrzyńskiego, który analizując dokument patriarchy Monacha dla kolegiaty bożogrobców w Miechowie oraz tzw. album miechowski zawierający listę dobrodziejów Miechowa (oba z około 1198) doszedł do następujących wniosków:
1. Abp Zdzisław po raz ostatni występuje na wspomnianym przez patriarchę zjeździe w miejscowości Spirzou, który według Kętrzyńskiego odbył się w kwietniu 1186;
2. W albumie miechowskim abp Piotr jest wymieniony przed konsekrowanym na początku 1186 biskupem krakowskim Gedką, co świadczy, że:

- został on dobrodziejem kolegiaty przed lub ewentualnie równocześnie z Gedką,
- ponieważ Gedko, jak można domniemywać, został tam wpisany w początkach swych rządów, a więc około 1187, to również abp Piotr musiał być już wówczas arcybiskupem gnieźnieńskim.

W ten sposób Kętrzyński "ustalił", że zmiana na arcybiskupstwie gnieźnieńskim (śmierć Zdzisława i nominacja Piotra) miała miejsce mniej więcej na przełomie 1186/87.
Odnośnie do powyższych tez:
1. Nie wiadomo, kiedy się odbył zjazd w Spirzou (Świerzym Górnym?), gdyż dokument patriarchy tego nie podaje, i nie ma powodów, by datę zaproponowaną przez Kętrzyńskiego (1186) uważać za szczególnie prawdopodobną; najnowsze badania skłaniają się ku datowaniu tego zjazdu na okres przed synodem łęczyckim (1180). W każdym razie nie ma wystarczających podstaw, by wydarzenie to traktować jako wskazówkę co do końca pontyfikatu Zdzisława;
2. Hipoteza Kętrzyńskiego odnośnie do kolejności i dat przystąpienia Piotra i Gedki do grona dobrodziejów Miechowa bazuje na dwóch całkowicie arbitralnych założeniach, a mianowicie:

- imiona w albumie miechowskim są zapisane w kolejności chronologicznej – w rzeczywistości bardziej prawdopodobne jest, że są one zapisane w kolejności według rang, zatem zapisanie Piotra przed Gedką wynika z tego, że pierwszy był arcybiskupem, a drugi tylko biskupem, nie daje natomiast żadnych wskazówek chronologicznych,
- Gedko przystąpił do grona dobrodziejów Miechowa na początku swego pontyfikatu, a więc około 1187. Jest to niczym niepoparty domysł, który nawet gdyby był poprawny, to z uwagi na powyższe jest wątpliwe, czy miałby jakiekolwiek znaczenie dla datowania początku pontyfikatu Piotra.

Dla uzyskania roku 1187 jako pewnej daty początku rządów Piotra w archidiecezji gnieźnieńskiej wszystkie trzy powyższe założenia Kętrzyńskiego musiałyby być poprawne, tymczasem pierwsze dwa są prawdopodobnie błędne, a trzecie niemożliwe do skontrolowania.
W rzeczywistości ani data śmierci Zdzisława, ani data nominacji Piotra na arcybiskupa nie są znane. Pierwsza wzmianka źródłowa o arcybiskupie Piotrze pochodzi dopiero z 1191, a ostatnia o Zdzisławie z 1181. Na lata 1181–91 przypada więc druga (obok lat 1168–77) istotna luka w wiedzy o metropolitach gnieźnieńskich II połowy XII wieku. Ze względu na związki fundacji dobrowskiej z działalnością misyjną cystersów w Prusach, która jest poświadczona dopiero w początkach XIII wieku, a wbrew tradycyjnej chronologii księdza Damalewicza, proponuje się obecnie umieścić Bogumiła właśnie w tej późniejszej luce, a więc w latach 80. XII stulecia.
Praktycznie wszystkie wersje są jednak zgodne, że Bogumił zmarł jako pustelnik w Dobrowie, kilka lub kilkanaście lat po rezygnacji z godności metropolity. Jedynie Gerard Labuda podał w wątpliwość tę tradycję, wskazując, że najwcześniejsze znane przekazy identyfikujące go jako pustelnika pochodzą dopiero z XVI wieku. Przyjmuje on, że Bogumił zmarł jako urzędujący arcybiskup około 1190.
Abp Bogumił jest wymieniany jako prawdopodobny fundator Drzwi Gnieźnieńskich.

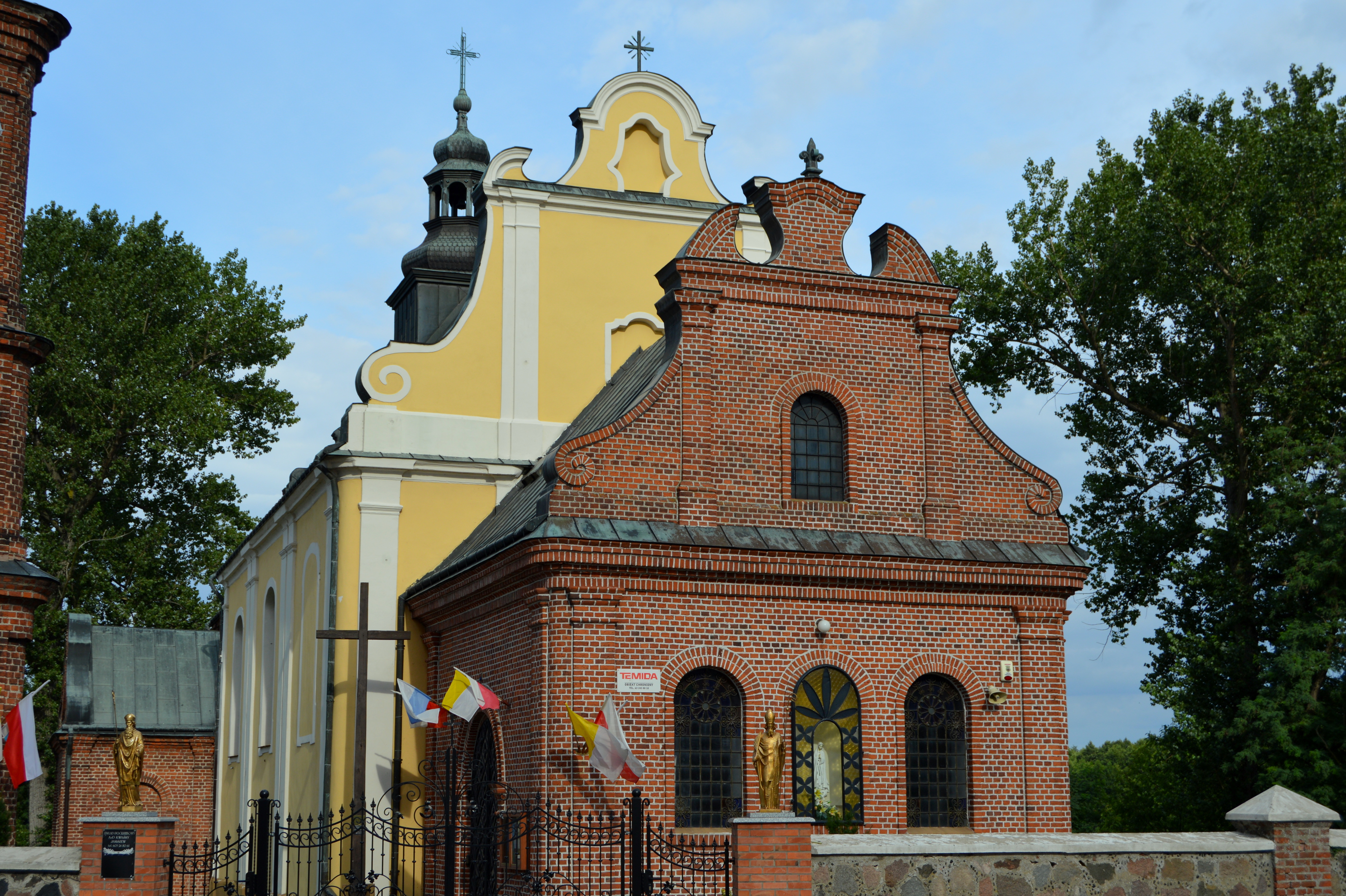
Sanktuarium bł. Bogumiła w Dobrowie

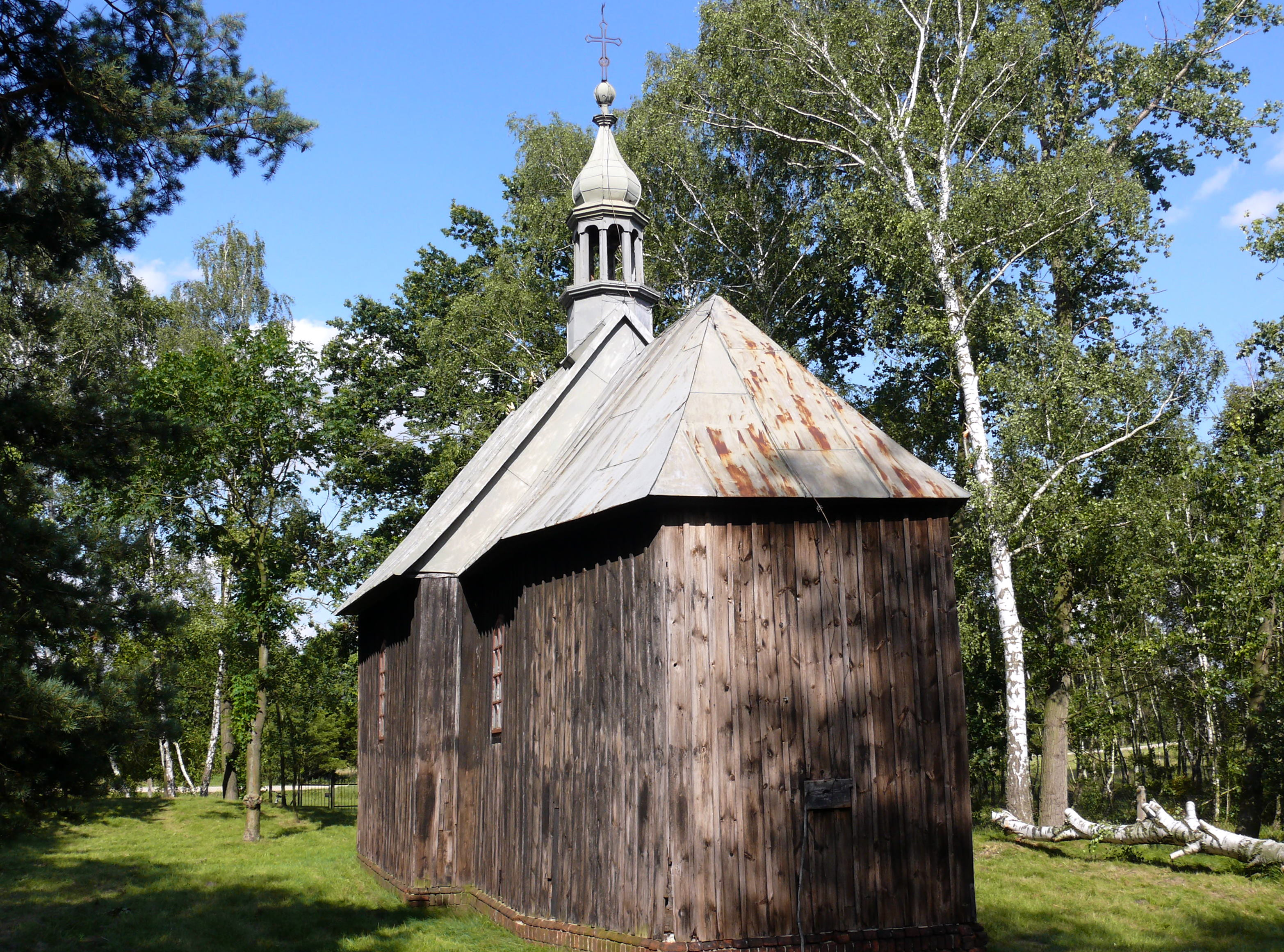
Kaplica – pustelnia bł. Bogumiła w Dobrowie

## Kult
Beatyfikacja
Początki kultu Bogumiła nie są zbyt dobrze znane. Pierwsze pewne wzmianki źródłowe o nim pochodzą z drugiej połowy XIV wieku. Z pewnością w połowie XV wieku był już bardzo rozpowszechniony, obejmując zwłaszcza wschodnią Wielkopolskę. Wierni modlili się za jego wstawiennictwem, by uprosić zdrowie dla żywego inwentarza oraz o szczęśliwe połowy ryb, a 12 czerwca odbywały się zgromadzenia pielgrzymujących do Dobrowa, gdzie zgodnie z tradycją miał spędzić ostatnie 12 lat życia. Przy jego grobie, znajdującym się w dobrowskim kościele parafialnym, składano liczne wota dziękczynne. Wśród przypisywanych mu cudów wymieniano m.in. wskrzeszenia zmarłych (zarówno ludzi, jak i zwierząt), ratowanie tonących, uzdrowienia; cuda te spisywano od 1443 na polecenie ówczesnego prymasa Wincentego Kota. Oficjalny proces beatyfikacyjny rozpoczął w roku 1647 prymas Maciej Łubieński. Akta przesłano do Rzymu w 1651. Nie został on jednak zakończony, gdyż "księga cudów", którą wypożyczył Sebastian Głębocki, spłonęła w jego dworze w Głębokiem pod Kruszwicą. Proces po raz kolejny rozpoczął w 1908 biskup kujawski, Stanisław Zdzitowiecki. Zakończył się on zaaprobowaniem czci oddawanej Bogumiłowi, jako świętemu lub błogosławionemu, przez papieża Piusa XI w dniu 27 maja 1925.
Patronat
Papież Paweł VI ogłosił bł. Bogumiła wraz z bł. Jolentą Heleną patronami archidiecezji gnieźnieńskiej. Ponadto patronuje archidiecezjom gdańskiej, poznańskiej, wrocławskiej, diecezji włocławskiej oraz miastom – Koło i Uniejów. W 2006 w miejscowości Dobrów utworzono diecezjalne sanktuarium ku czci bł. Bogumiła.
Jest również patronem odbywających rekolekcje i dni skupienia, a także opiekunem dobytku oraz inwentarza.
Ikonografia
W ikonografii Bogumił przedstawiany jest w szatach pontyfikalnych z krzyżem w ręku, zwykle jako przechodzący suchą nogą przez rzekę.

Atrybutem jego jest ryba (Ichthys).
Relikwie

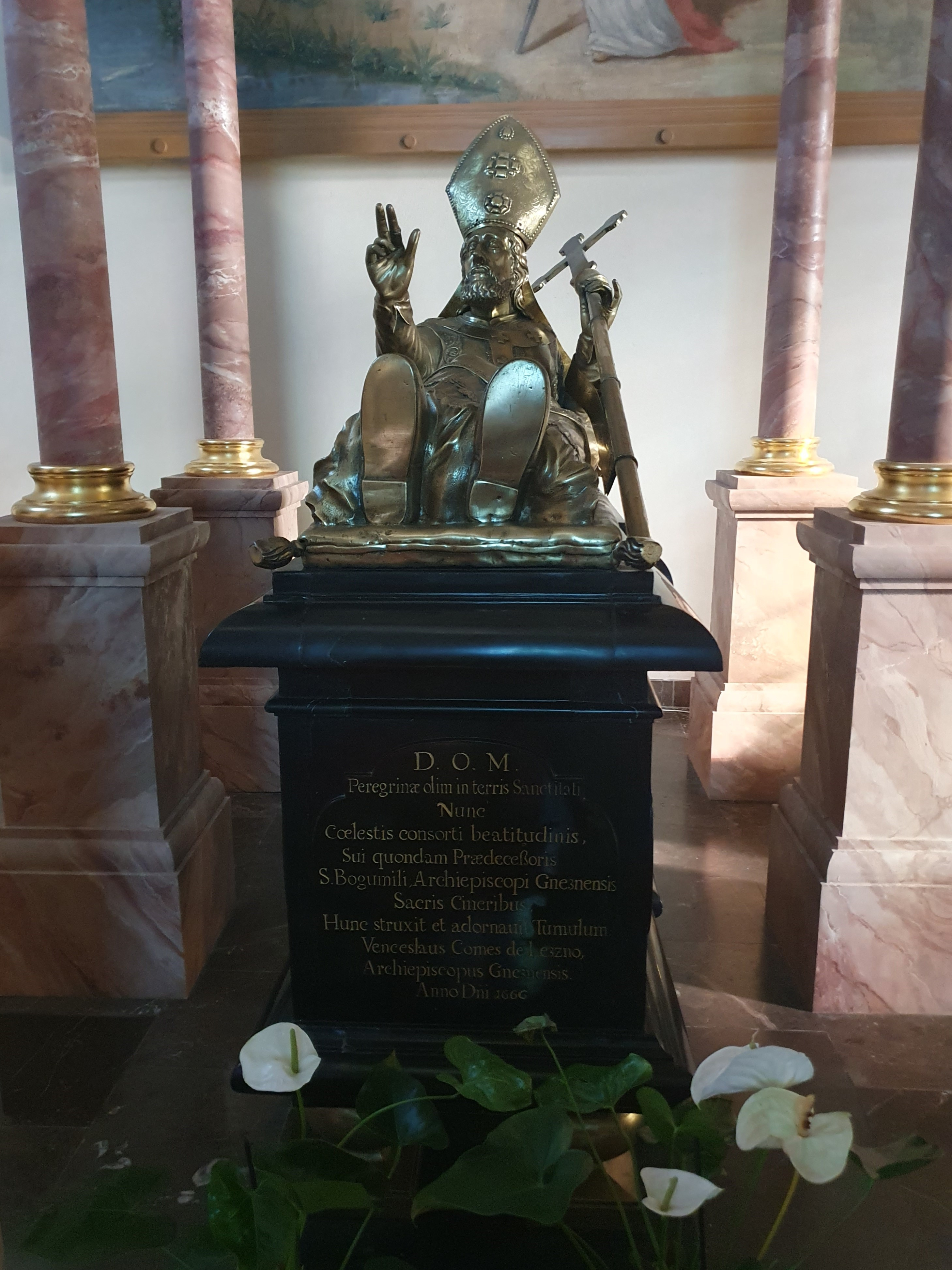
Sarkofag z relikwiami św. Bogumiła w Uniejowie

Do naszych czasów przetrwała stuła Bogumiła, przechowywana w skarbcu archikatedry poznańskiej.
Nadto jego relikwie znajdują się w Rzymie, Dobrowie, Uniejowie, Gnieźnie i Kole.
Dzień obchodów
W liturgii wspomnienie bł. Bogumiła biskupa obchodzone jest 10 czerwca i w archidiecezji gnieźnieńskiej, archidiecezji poznańskiej oraz w diecezji włocławskiej ma charakter wspomnienia obowiązkowego.